# Ommata malthinoides
Ommata malthinoides är en skalbaggsart som först beskrevs av Bates 1870.  Ommata malthinoides ingår i släktet Ommata och familjen långhorningar. Inga underarter finns listade i Catalogue of Life.